# 대한민국 상법 제322조
대한민국 상법 제322조는 발기인의 손해배상책임에 대한 상법 회사법의 조문이다.

## 조문
제322조 (발기인의 손해배상책임)
①발기인이 회사의 설립에 관하여 그 임무를 해태한 때에는 그 발기인은 회사에 대하여 연대하여 손해를 배상할 책임이 있다.

②발기인이 악의 또는 중대한 과실로 인하여 그 임무를 해태한 때에는 그 발기인은 제삼자에 대하여도 연대하여 손해를 배상할 책임이있다.

## 같이 보기
- 대한민국 상법 제321조 발기인의 인수, 납입담보책임
- 대한민국 상법 제324조 발기인의 책임면제, 주주의 대표소송
- 대한민국 상법 제326조 회사불성립의 경우의 발기인의 책임
- 발기인